# Massacre de Nikolaïev
Le massacre de Nikolaïev est un massacre de 35 782 citoyens soviétiques, dont la plupart étaient juifs, pendant la Seconde Guerre mondiale, du 16 au 30 septembre 1941. 
Le massacre se déroule dans une zone proche de la ville de Mykolaïv (aussi connu sous le nom russe de Nikolaïev) ainsi que de la ville voisine de Kherson (actuelle) sud de l'Ukraine (ex-URSS). Le massacre est perpétré par les troupes allemandes de l'Einsatzgruppe D sous le commandement d'Otto Ohlendorf. Ce dernier est jugé coupable lors du procès des Einsatzgruppen et condamné à mort par pendaison. Les meurtres ont été commis en grand nombre par les troupes qui ont perpétré le massacre de Babi Yar.
Les victimes ont été comptées et décrites dans un document des Einsatzgruppen datée du 2 octobre 1941 comme « juifs et communistes ».  Ce document fut une des preuves utilisées au procès de Nuremberg (sous la numérotation NO-3137).